# Pilot ACE

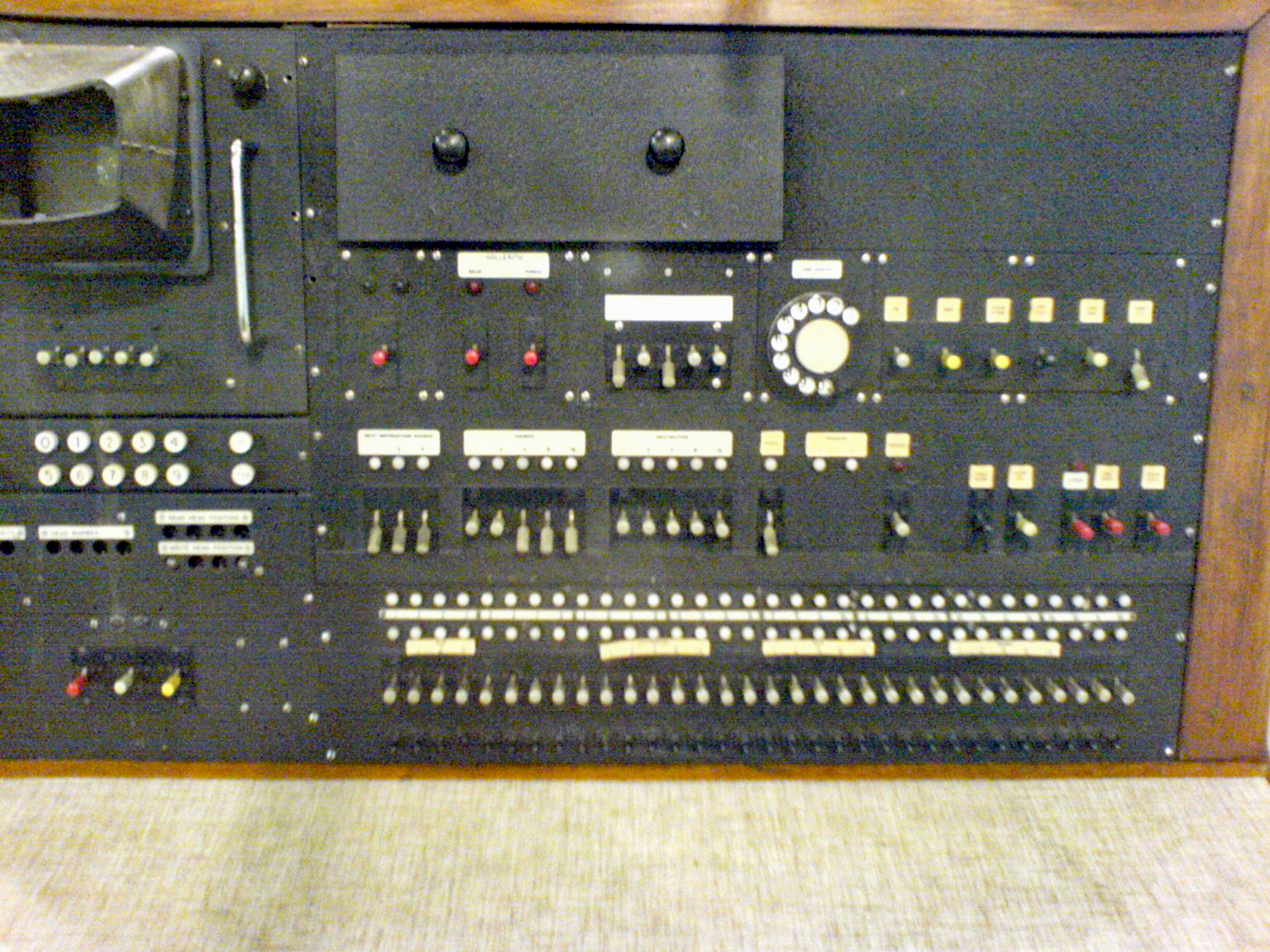
Console del computer

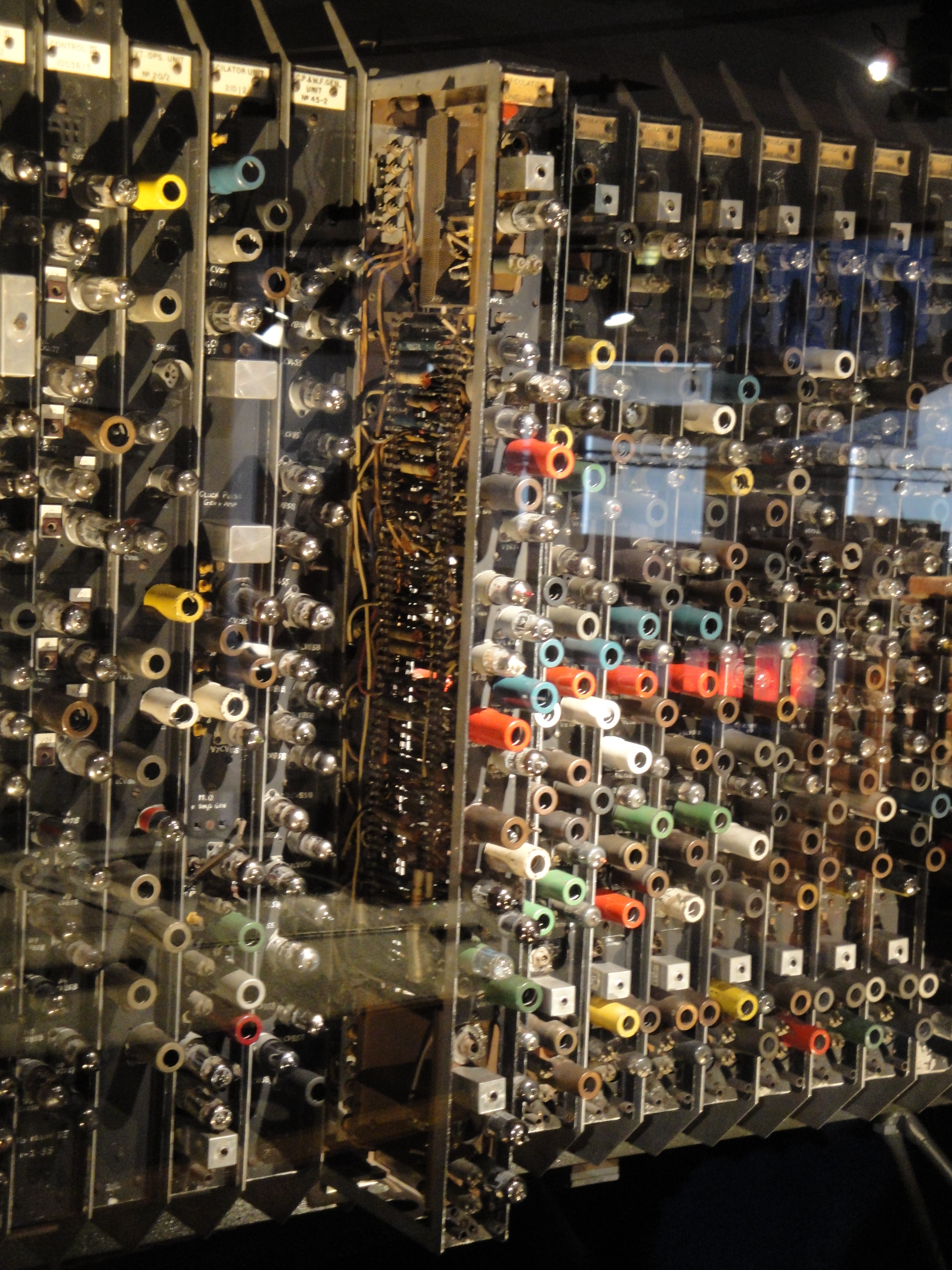
Dettaglio dei tubi a vuoto

Il Pilot ACE è il primo computer costruito nel Regno Unito, venne sviluppato presso il National Physical Laboratory (NPL) verso la fine degli anni quaranta.

## Storia
Il computer fu sviluppato semplificando il progetto dell'Automatic Computing Engine sviluppato da Alan Turing. Dopo l'abbandono di Turing dell'NPL (in parte per i lenti progressi nella costruzione dell'ACE) James H. Wilkinson diresse il progetto con l'aiuto di Harry Huskey per la progettazione. Il Pilot ACE eseguì il primo programma il 10 maggio 1950 e venne presentato alla stampa nel dicembre 1950.
Sebbene fosse stato sviluppato come prototipo apparve subito chiaro che la macchina poteva essere utilizzata proficuamente soprattutto considerando che nel Regno Unito non esistevano altri computer funzionanti. Dopo alcuni aggiornamenti tesi a rendere il sistema usabile il computer iniziò a funzionare a pieno regime nel 1951 e venne molto utilizzato negli anni successivi.
Il sistema era formato da circa 800 valvole termoioniche e utilizzava memorie a linee di ritardo a mercurio. La memoria inizialmente aveva una capacità di 128 parole di 32 bit ma in seguito venne espansa a 2522 parole. Una memoria a tamburo da 4096 parole venne aggiunta nel 1954. Il computer aveva un clock di un megahertz, una frequenza elevata per un computer degli anni 50. La velocità di esecuzione delle istruzioni dipendeva molto da dove erano memorizzate (per via della memoria a linea di ritardo) e variava da 64 microsecondi a 1024 microsecondi.
Della macchina ne venne realizzata una versione commerciale chiamata DEUCE che venne costruita e venduta dalla English Electric.
Il Pilot ACE venne dismesso nel maggio del 1955 e venne posto nel Museo della scienza di Londra dove si trova attualmente.